# Aeródromo Entre Ríos
El Aeródromo Entre Ríos (OACI: SCOS) es un terminal aéreo ubicado a casi 5 kilómetros al oeste de Talagante, Provincia de Talagante, Región Metropolitana de Santiago, Chile. Es de propiedad privada.